# Chiquito de Arruiz
Juan Cruz Azpíroz Goicoechea, más conocido en su época como Chiquito de Arruiz (ahora, Txikito de Arruitz), (Arruiz, 1929 - 2 de junio de 1996) fue un deportista español, un korrikolari (en euskera, corredor), exponente de una atlética modalidad de deporte vasco cuyas condiciones de práctica «difícilmente comparables a las carreras olímpicas perfectamente reglamentadas». Es una modalidad donde se llega a mezclar, en muchas ocasiones, más de una práctica: korrikolari y aizkolari.

## Biografía
Nacido en Arruiz, en el Valle de Larraún, fue un deportista que, según las crónicas de la época, presentaba una cualidades singulares. Se tiene noticia de que, en 1956, fue examinado por el doctor Hans Reindell, cardiólogo, y Waldemar Gerschler, entrenador de atletismo y profesor de la Universidad de Friburgo, que habían desarrollado un método de entrenamiento atlético. Según cuentan, quedaron asombrados de los resultados arrojados en las pruebas que le realizaron.
Entre otros desafíos contra competidores locales, donde suelen mediar apuestas, se tiene noticia de dos retos más singulares e internacionales:
- El 29 de octubre de 1961 el navarro Juan Cruz Azpiroz y el guipuzcoano Miguel Aldaz, también korrikolari, en una apuesta realizada en la plaza de toros de El Chofre, en San Sebastián, retaron al británico Gordon Pirie, antiguo plusmarquista mundial en 3.000 y 5.000 metros. La prueba era sobre un recorrido de 10.000 donde el navarro y el guipuzcoano corrieron cada uno cinco mil metros mientras que el inglés hizo el recorrido completo, sumando un total de 100 vueltas. La victoria fue para la pareja de deportistas vascos.[5][7][8]
- En 1963 logró otra gesta «cuando cortó veinte troncos de 54 pulgadas y corrió después 20 kilómetros en 2:38:36.»[5]

Estuvo casado con Maritxu Bengoechea.

## Premios y reconocimientos
- 12 de octubre de 1997. Homenaje del Ayuntamiento de Lecumberri.[3]
- Memorial Txikito de Arruitz. Con más de treinta ediciones, se celebra en Lecumberri en recuerdo de este deportista.[3]